# Jos De Bakker
Joseph Anna (Jos) De Bakker (Borgerhout, 27 mei 1934) is een Belgisch voormalig wielrenner. Hij was gespecialiseerd in de sprint. Hij nam eenmaal deel aan de  Olympische Spelen en veroverde dertien Belgische titels in de sprint. Na zijn actieve carrière werd hij gangmaker bij dernywedstrijden.

## Loopbaan
De Bakker nam in 1952 deel aan de Olympische Spelen in Helsinki. Hij werd negende op de 1 km tijdrijden. Tussen 1952 en 1963 behaalde hij twaalf opeenvolgende Belgische titels op de sprint. Vijf bij de amateurs en daarna zeven bij de beroepsrenners. In 1966 werd hij voor de achtste keer Belgisch kampioen sprint bij de beroepsrenners. Hij won samen met Rik Van Steenbergen in 1963 de zesdaagse van Madrid.
In 1970 werd De Bakker gangmaker bij dernywedstrijden. Hij bleef dit tot hij in 2004 de leeftijdsgrens bereikte. Hij leidde René Martens naar de overwinning in Bordeaux-Parijs en werd samen met Stan Tourné Europees kampioen achter derny.
Tussen 1972 en 1976 was De Bakker bondscoach voor het Belgische baanwielrennen.

## Erelijst
| Jaar           | BK                           | EK       | WK       | Overige                                        |
| Amateurs       | Amateurs                     | Amateurs | Amateurs | Amateurs                                       |
| -------------- | ---------------------------- | -------- | -------- | ---------------------------------------------- |
| 1952           | Sprint                       |          |          | Olympische Spelen: 9e 1km                      |
| 1953           | Sprint                       |          |          |                                                |
| 1954           | Sprint                       |          |          | DBC's Grand Prix (sprint)                      |
| 1955           | Sprint · Ploegkoers          |          |          |                                                |
| 1956           | Sprint · Ploegkoers · Omnium |          |          |                                                |
| Beroepsrenners |                              |          |          |                                                |
| 1957           | Sprint                       |          |          | Parijs (sprint)                                |
| 1958           | Sprint                       |          |          | Parijs (sprint) · GP du Roi (sprint)           |
| 1959           | Sprint                       |          |          |                                                |
| 1960           | Sprint                       |          | Sprint   | DBC's Grand Prix (sprint)                      |
| 1961           | Sprint                       |          | Sprint   | GP du Roi (sprint)                             |
| 1962           | Sprint                       | Sprint   |          |                                                |
| 1963           | Sprint                       |          | Sprint   | GP du Roi (sprint) · DBC's Grand Prix (sprint) |
| 1964           | Sprint                       |          | Sprint   | Parijs (sprint)                                |
| 1965           | Sprint                       |          |          | GP du Roi (sprint)                             |
| 1966           | Sprint                       |          |          |                                                |
| 1967           | Sprint · Omnium              |          |          | Parijs (sprint)                                |

### Zesdaagsen
| Jaar | Zesdaagse van | Samen met           | Resultaat |
| ---- | ------------- | ------------------- | --------- |
| 1963 | Madrid        | Rik Van Steenbergen | Goud      |